# Różowa Pantera (serial animowany 1993)
Różowa Pantera (ang. The Pink Panther, 1993–1995) – amerykański serial animowany wyprodukowany przez Metro-Goldwyn-Mayer Animation, Mirisch-Geoffrey DePatie-Freleng i United Artists. Jest to pierwszy film, jak i serial, w którym Różowa Pantera została w pełni obdarzona głosem.
W Polsce nadawany był przez TVP1 w 1996 i TVN w 1998 w paśmie Bajkowe kino z polskim dubbingiem, przez TV4 i TV6 z polskim lektorem. Emisja pierwszego odcinka miała miejsce na antenie TV4 26 kwietnia 2011 roku. Od 12 września 2015 roku serial emitowany jest na kanale TVN 7.

## Fabuła
Serial opowiada o kolejnych perypetiach Różowej Pantery, który przeżywa nowe i niesamowite przygody.

## Obsada
- Matt Frewer – Różowa Pantera
- Sheryl Bernstein – Eskimos Mayor
- John Byner
  - Mrówka
  - Mrówkojad
- Dan Castellaneta – Człowiek Voodoo
- Brian George –
  - Inspektor
  - Pugg
- Jess Harnell
  - Louie
  - Męscy Mężczyźni

## Wersja polska

### Wersja lektorska TV 4/TV 6
Wersja polska/Tekst polski:
- Michał Kwiatkowski (odc. 5-9, 26-30, 51-55)
- Marta Zając (odc. 1-4, 14, 21-25, 36-40, 56-60)
- Michał Beszczyński (odc. 10-13, 15-20, 31-35, 41-50)

Czytał:
- Janusz Szydłowski (odc. 1-46)
- Stanisław Olejniczak (odc. 46-60)

### Wersja lektorska TVN 7
Wersja polska: TVN

Tekst: Tomasz Kutner

Czytał: Maciej Orłowski

### Wersja dubbingowa
Wersja polska: Telewizyjne Studia Dźwięku w Warszawie
Reżyseria: Andrzej Bogusz
Tłumaczenie: Barbara Włodarek
Dialogi: Marzena Kamińska
Operator dźwięku: Paweł Gniado
Montaż: Zofia Dmoch
Kierownik produkcji: Krystyna Dynarowska
Wystąpili:
- Tomasz Kozłowicz – Różowa Pantera
- Grzegorz Wons
- Janusz Bukowski
- Włodzimierz Bednarski
- Jacek Bursztynowicz
- Andrzej Gawroński
- Jan Prochyra
- Lech Ordon
- Jerzy Mazur
- Joanna Orzeszkowska
- Tomasz Grochoczyński
- Józef Mika

i inni
Lektor: Andrzej Bogusz, Janusz Bukowski

## Spis odcinków
| N/o            | Polski tytuł w TV4/TV6 Polski tytuł w TVN 7           | Angielski tytuł                         |
| -------------- | ----------------------------------------------------- | --------------------------------------- |
|                |                                                       |                                         |
| SERIA PIERWSZA |                                                       |                                         |
|                |                                                       |                                         |
| 01             | Super Różowy Róż – prawa stróż                        | Pink, Pink & Away                       |
| 01             | Mrówcza farma Na farmie mrówek                        | Down on the Antfarm                     |
|                |                                                       |                                         |
| 02             | Róż i spokój Róż, oczy zmróż                          | Pink & Quiet                            |
| 02             | Różowa 500 Róż 500                                    | The Pinky 500                           |
|                |                                                       |                                         |
| 03             | Duch i Pantera Duch i pantera                         | The Ghost and Mr. Panther               |
| 03             | Kleopantera                                           | Cleopanthra                             |
|                |                                                       |                                         |
| 04             | Cyrkowy Różowy Różowy cyrk                            | Big Top Pinky                           |
| 04             | Wielka stopa Wielki powrót Wielkiej Stopy             | Yeti 'Nother Bigfoot Story              |
|                |                                                       |                                         |
| 05             | Różowy Raj Różowy raj                                 | Pinky In Paradise                       |
| 05             | Różowy detektyw                                       | Department Store Pink-erton             |
|                |                                                       |                                         |
| 06             | Moby Róż Różowy wieloryb                              | Moby Pink                               |
| 06             | Różowa planeta Różowa misja                           | The Pink Stuff                          |
|                |                                                       |                                         |
| 07             | Różowa pizza Pizza różowa                             | Pink pizza                              |
| 07             | Różowy malarz                                         | The Pink Painter                        |
|                |                                                       |                                         |
| 08             | Wilkołak w skórze Pantery                             | Warewolf in Panther's Clothing          |
| 08             | Różowy Paparazzi                                      | Pink Paparazzi                          |
|                |                                                       |                                         |
| 09             | Różowy Rock                                           | Rock Me Pink                            |
| 09             | Różowus Pantherus                                     | Pinkus Pantherus                        |
|                |                                                       |                                         |
| 10             | Pielgrzymi Różowy pielgrzym                           | Pilgrim Panther                         |
| 10             | Różowa Magia Różowa magia                             | That Old Pink Magic                     |
|                |                                                       |                                         |
| 11             | Róż-andertalczyk Człowiek różandertalski              | Pink-anderthal Man                      |
| 11             | Różowy King Kong Różowy Kong                          | Pink Kong                               |
|                |                                                       |                                         |
| 12             | Różowy szeryf Różowy kowboj                           | The Magnificent Pink One                |
| 12             | Z górki Pantera na nartach                            | Downhill Panther                        |
|                |                                                       |                                         |
| 13             | 14 Karatowy Róż 14-karatowy róż                       | 14 Karat Pink                           |
| 13             | Robo-Róż Robo-róż                                     | Robo-Pink                               |
|                |                                                       |                                         |
| 14             | Spotkania Różowego Stopnia Różowe spotkania           | Pink Encounters                         |
| 14             | Różowy Blues na wysypisku Różowy blues                | Junkyard Pink Blues                     |
|                |                                                       |                                         |
| 15             | Panterobik                                            | Pantherobics                            |
| 15             | Panterstein Różostein                                 | Pinkenstein                             |
|                |                                                       |                                         |
| 16             | Różowy Jeździec Różowy kurier                         | Pinky Rider                             |
| 16             | Cwał na Schwał Nocny rajd Róża Rewira                 | The Midnight Ride of Pink Revere        |
|                |                                                       |                                         |
| 17             | Różowy Doręczyciel Różowe paczki                      | Pinky... He Delivers                    |
| 17             | Jajeczna Sprawa Jajcarska przygoda Super Róża         | Super Pink's Egg-cellent Adventure      |
|                |                                                       |                                         |
| 18             | Kowbojski Róż                                         | Cowboy Pinky                            |
| 18             | Odrzutowa Pantera                                     | Stealth Panther                         |
|                |                                                       |                                         |
| SERIA DRUGA    |                                                       |                                         |
|                |                                                       |                                         |
| 19             | Zemsta Panterozumy                                    | Pinkazuma's Revenge                     |
| 19             | Wszystko Różowe                                       | Pinky Down Under                        |
|                |                                                       |                                         |
| 20             | Różowy Pałac                                          | Pinkadoon                               |
| 20             | Różowy Piknik                                         | A Comp-Pink We Will Go                  |
|                |                                                       |                                         |
| 21             | Mrożony Róż                                           | Icy Pink                                |
| 21             | Koniec Super Różowego?                                | The End of Superpink?                   |
|                |                                                       |                                         |
| 22             | Wszyscy za Róż, Róż za Wszystkich                     | All for Pink and Pink for All           |
| 22             | Obsługa z Różowym Uśmiechem                           | Service with a Pink Smile               |
|                |                                                       |                                         |
| 23             | Pociągi i Pantery                                     | Trains, Pains, and Panthers             |
| 23             | Mokry i Wściekły Różowy                               | Wet and Wild Pinky                      |
|                |                                                       |                                         |
| 24             | Od Włosów do Wieczności                               | From Hair to Eternity                   |
| 24             | Koniec Gry!                                           | Strike Flea You're Out!                 |
|                |                                                       |                                         |
| 25             | Różciuszek                                            | Cinderpink                              |
| 25             | To Ptak! To Samolot! To Superfan!                     | It's a Bird! It's a Pain! It's Superfan |
|                |                                                       |                                         |
| 26             | Kto się Śmieje Ostatni?                               | Who's Smiling Now?                      |
| 26             | Różowy Robin Hood                                     | Rob 'n Hoodwinked                       |
|                |                                                       |                                         |
| 27             | Haczyk, Żyłka i Pantera                               | Hook, Line & Pinker                     |
| 27             | Różowe Walentynki                                     | Valentine Pink                          |
|                |                                                       |                                         |
| 28             | Jaszczur i Praszczur                                  | Dino Sour Head                          |
| 28             | Różowe Szcęście                                       | The Luck O' the Pinkish                 |
|                |                                                       |                                         |
| 29             | Inspektor... O NIE!                                   | The Inspector... NOT!                   |
| 29             | Różowe Dołki                                          | Pink Links                              |
|                |                                                       |                                         |
| 30             | Papużka                                               | Stool Parrot                            |
| 30             | Różowe Lody                                           | Pinky and Slusho                        |
|                |                                                       |                                         |
| SERIA TRZECIA  |                                                       |                                         |
|                |                                                       |                                         |
| 31             | Duchoróż                                              | Panthergeist                            |
| 31             | Różowa Szkoła                                         | Pinky's Pending Pink Slip               |
|                |                                                       |                                         |
| 32             | Różowe Świnki Trzy                                    | The Three Pink Porkers                  |
| 32             | Serce Różowości                                       | The Heart of Pinkness                   |
|                |                                                       |                                         |
| 33             | Inspektor Pilnie Poszukiwany                          | The Inspector's Most Wanted             |
| 33             | Różowe Ziarenko                                       | Pinky Appleseed                         |
|                |                                                       |                                         |
| 34             | Doktor Pantera                                        | Calling Dr. Panther                     |
| 34             | Tym Co Młodo Różowieją                                | For Those Who Pink Young                |
|                |                                                       |                                         |
| 35             | Światła, Kamera, Czary                                | Lights, Camera, Voodoo                  |
| 35             | Różowe Święta                                         | I'm Dreaming of a Pink Christmas        |
|                |                                                       |                                         |
| 36             | Zwycięzca Bierze Wszystko                             | Wiener Takes All                        |
| 36             | Wielkanocna Pantera                                   | The Easter Panther                      |
|                |                                                       |                                         |
| 37             | Klub Inspektorów                                      | The Inspector's Club                    |
| 37             | Królewskie Utrapienie                                 | A Royal Pain                            |
|                |                                                       |                                         |
| 38             | Czarno & Biało & Różowo                               | Black & White & Pink All Over           |
| 38             | Różowy Plażowy Kocyk                                  | Beach Blanket Pinky                     |
|                |                                                       |                                         |
| 39             | Kopiąc Za Dolarami                                    | Digging for Dollars                     |
| 39             | Różnokio                                              | Pinknocchio                             |
|                |                                                       |                                         |
| 40             | Różowy Na Rzece                                       | Pinky Up the River                      |
| 40             | Długi John Róż                                        | Long John Pinky                         |
|                |                                                       |                                         |
| 41             | Magiczna Fuszerka                                     | Muff the Magic Dragon                   |
| 41             | Grunt to Roślinka                                     | Pink Thumb                              |
|                |                                                       |                                         |
| 42             | Dylemat                                               | Pinky's Dilemma                         |
| 42             | Warkula                                               | Oh Varkula                              |
|                |                                                       |                                         |
| 43             | Lodowy Róż                                            | Ice Blue Pink                           |
| 43             | Róż Trek                                              | Pink Trek                               |
|                |                                                       |                                         |
| 44             | Legenda el Pantero                                    | The Legend of El Pinko                  |
| 44             | Wielki Róż                                            | Pink Big                                |
|                |                                                       |                                         |
| 45             | Eryk Różowy                                           | Eric the Pink                           |
| 45             | Piękna i Pantera                                      | Pretty and Pink                         |
|                |                                                       |                                         |
| 46             | Różu Pęd                                              | Built for Speed                         |
| 46             | Fryzjer Pantera                                       | The Pooch and the Panther               |
|                |                                                       |                                         |
| 47             | Pantera w Krainie Zabawek                             | Pinky in Toyland                        |
| 47             | Detektyw z Oz                                         | The Detective of Oz                     |
|                |                                                       |                                         |
| 48             | Królewska Kanadyjska Konna Pantera                    | Royal Canadian Mounted Panther          |
| 48             | Potęga Różu                                           | Power of Pink                           |
|                |                                                       |                                         |
| 49             | Z Życia Różowych i Sławnych                           | Lifestyles of the Pink and Famous       |
| 49             | Różowy Doręczyciel                                    | Happy Trails Pinky                      |
|                |                                                       |                                         |
| 50             | Róż po Ciężkim Dniu                                   | A Hard Days Pink                        |
| 50             | Różowiejesz Tylko Dwa Razy                            | You Only Pink Twice                     |
|                |                                                       |                                         |
| 51             | Wróżby i Klątwy                                       | It's Just a Gypsy In My Soup            |
| 51             | Trzech Kosmitów i Podnóżek                            | Three Aliens and A Footstool            |
|                |                                                       |                                         |
| 52             | Mumia Mia                                             | Mummy Dearest                           |
| 52             | Uczta kontra Głód                                     | Feast or Famine                         |
|                |                                                       |                                         |
| 53             | Żaden róż nie jest wyspą                              | No Pink is an Island                    |
| 53             | Różowa Pantera i złote runo                           | Pinky and the Golden Fleece             |
|                |                                                       |                                         |
| 54             | Ostatnie okrążenie                                    | Home Stretch Pinky                      |
| 54             | Różowe krążki                                         | Pink Pucks                              |
|                |                                                       |                                         |
| 55             | Niespieszny ninja                                     | The Reluctant Ninja                     |
| 55             | Różowy Kopciuszek                                     | Pantherella                             |
|                |                                                       |                                         |
| 56             | Arka Różowego                                         | Pink's Ark                              |
| 56             | Deszcz czy śnieg, róż czy noc                         | Rain or Snow or Pink of Night           |
|                |                                                       |                                         |
| 57             | Różowy środek                                         | Pink in the Middle                      |
| 57             | Różowy w worku                                        | Pink in the Poke                        |
|                |                                                       |                                         |
| 58             | Świr w operze                                         | A Nut at the Opera                      |
| 58             | Różowa Pantera przedstawia Szynkę z jajkami           | Hamm-n-Eggz                             |
|                |                                                       |                                         |
| 59             | Różowa Pantera przedstawia Człowieka Voodoo           | Voodoo Man                              |
| 59             | Różowa Pantera przedstawia Męskich Mężczyzn i Dziecko | 7 Manly Men and The Kid                 |
|                |                                                       |                                         |
| 60             | Różowa Pantera przedstawia Ropuchy z Teksasu          | Texas Toads                             |
| 60             | Wożąc Pana Różowego                                   | Driving Mr. Pink                        |
| 60             | Różowa Pantera przedstawia Mrówkę i Mrówkojada        | Ant and Aardvark                        |
|                |                                                       |                                         |